# Nyctemera nicobarensis
Nyctemera nicobarensis là một loài bướm đêm thuộc phân họ Arctiinae, họ Erebidae.